# Polystichum setiferum
Polystichum setiferum là một loài thực vật có mạch trong họ Dryopteridaceae. Loài này được (Forssk.) Moore ex Woyn. miêu tả khoa học đầu tiên năm 1913.

## Hình ảnh

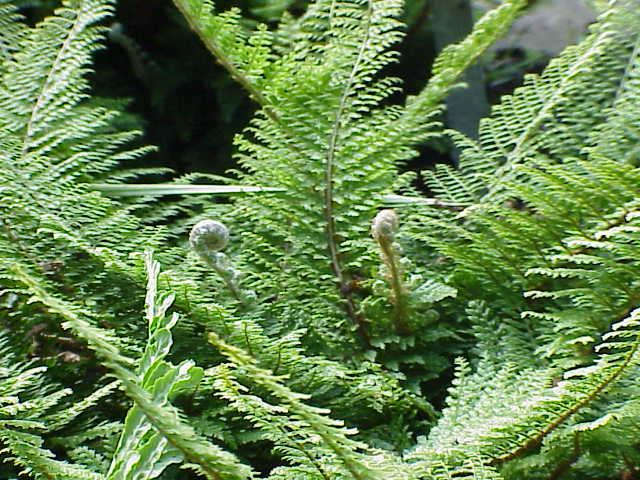
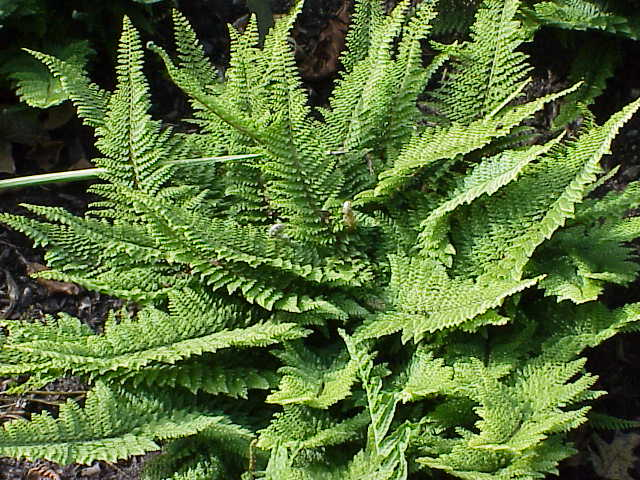
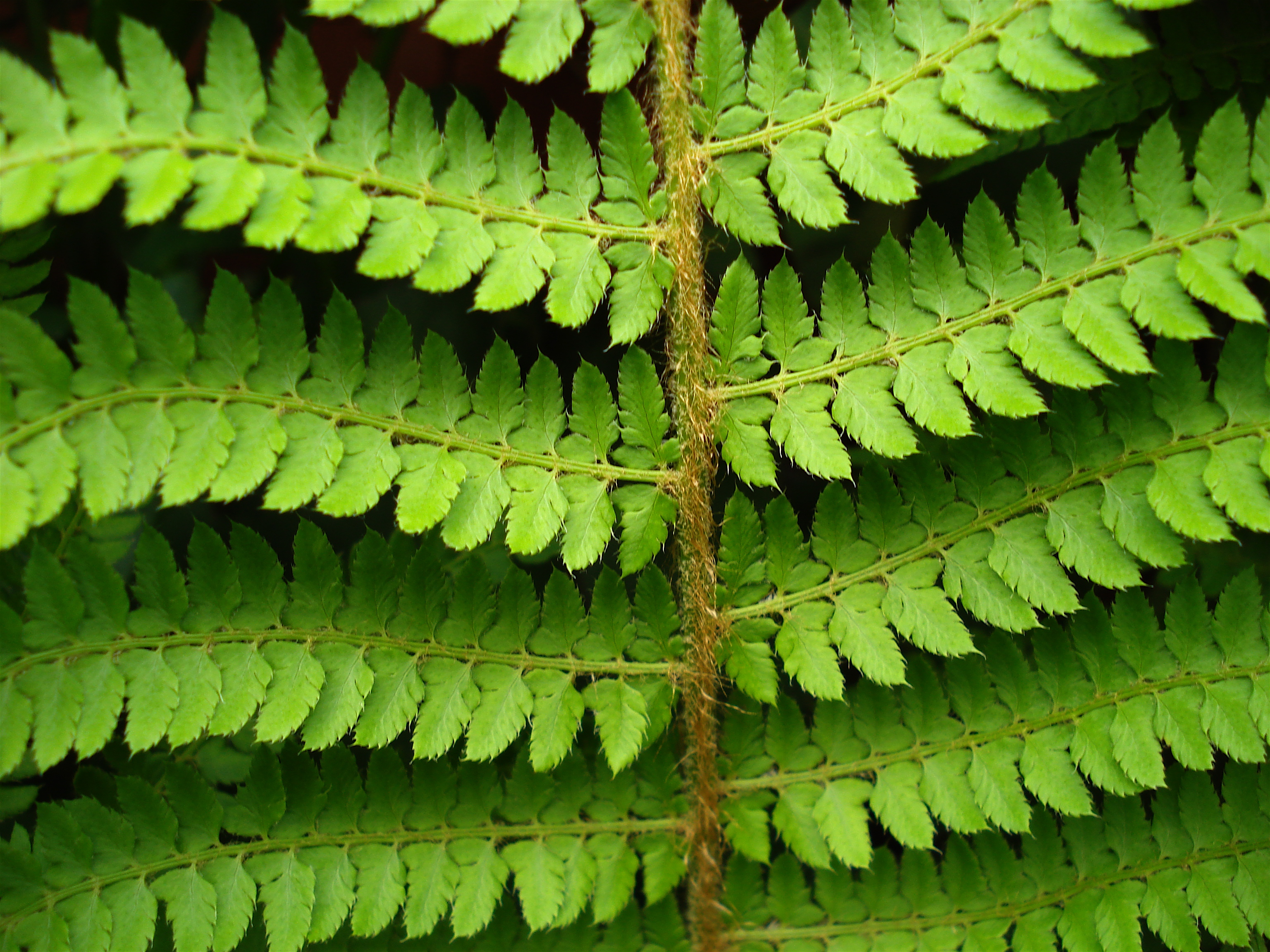
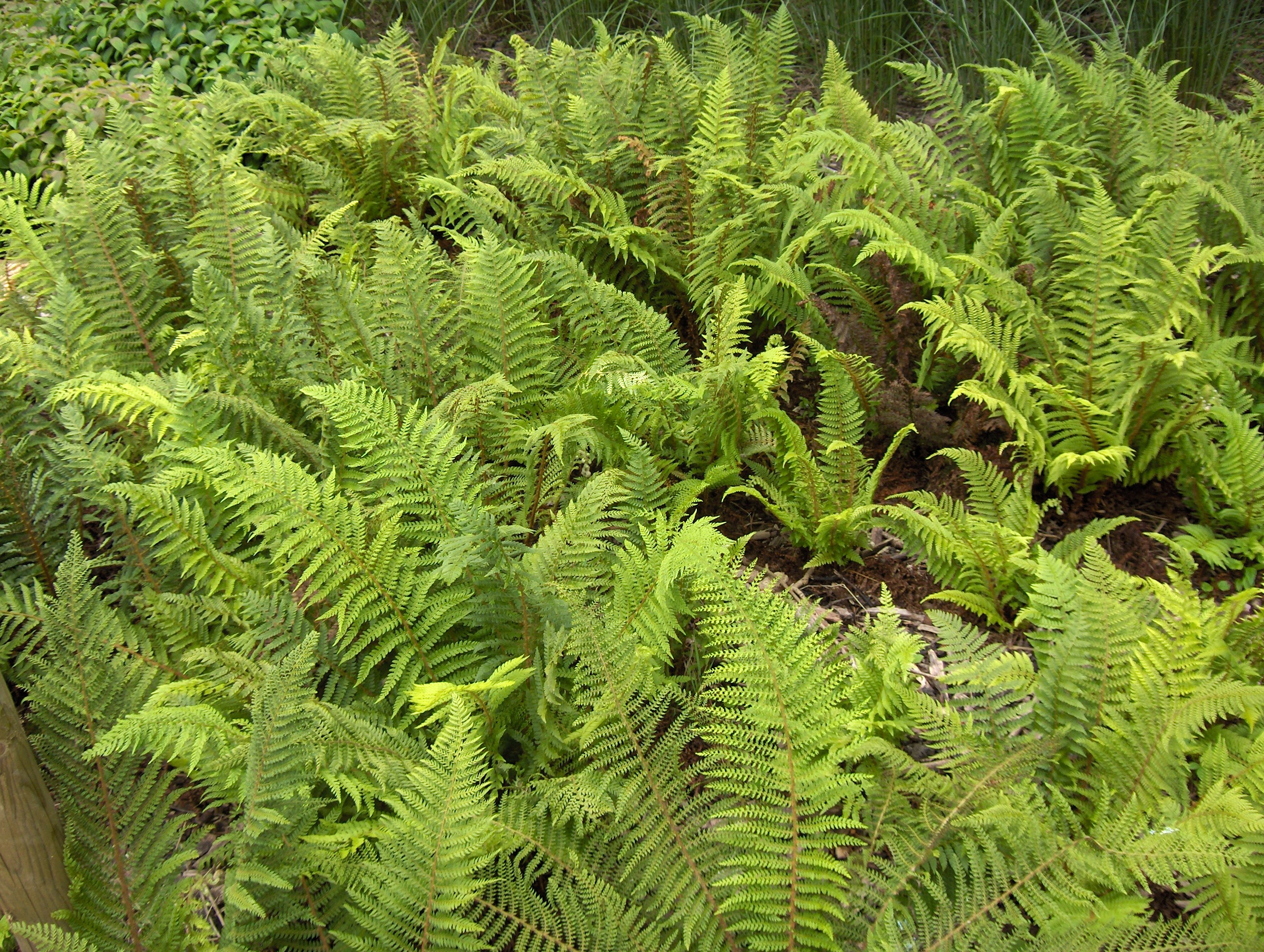